# SV Hermsdorf
SV Hermsdorf is een Duitse sportclub uit Hermsdorf, Thüringen. De club is actief in handbal, voetbal, atletiek, gymnastiek, badminton, tafeltennis, kegelen, volleybal, schaken, karate en sport voor gehandicapten.

## Geschiedenis
De club werd opgericht als de BSG Chemie Hermsdorf. De club promoveerde in 1953 naar de Bezirksliga Gera, maar degradeerde na één seizoen weer. In 1960 keerde de club terug, nu onder de naam BSG Motor Hermsdorf. Met uitzondering van 1964/65 speelde de club de heel jaren zestig in de Bezirksliga, die vanaf 1963 terug de derde klasse was. Na een titel in 1969 en daaropvolgende promotie via de eindronde promoveerde de club voor het eerst naar de DDR-Liga. De club werd een liftploeg tussen 1970 en 1983 en degradeerde vijf keer uit de DDR-Liga.
Hierna speelde de club in de Bezirksliga tot aan het einde van de DDR. Na de Duitse hereniging werd de naam gewijzigd in SV Hermsdorf. De club speelt nu in de lagere reeksen.